# Strombophorus crenatus
Strombophorus crenatus is een keversoort uit de familie snuitkevers (Curculionidae). De wetenschappelijke naam van de soort werd in 1909 gepubliceerd door Julius Max Hagedorn.